# Robots (film, 2023)
Robots är en amerikansk science fiction-film/romantisk komedifilm från 2023 skriven och regisserad av Ant (Anthony) Hines och Casper Christensen. Den är baserad på novellen "The Robot Who Looked Like Me" från 1973, som är skriven av Robert Sheckley. Huvudrollerna spelas av Shailene Woodley och Jack Whitehall.
Robots släpptes för biopremiär i USA den 19 maj 2023.

## Handling
Charles är en sol-och-vårare och Elaine är en lycksökare som båda lurar sina offer med hjälp av robot-dubbelgångare. När deras vägar korsas händer något oväntat och de tvingas samarbeta för att undvika att bli avslöjade.

## Rollista
| Shailene Woodley     | – Elaine/E2/E3        |
| Jack Whitehall       | – Charles Cameron/C2  |
| Paul Rust            | – Zach                |
| Nick Rutherford      | – Ted Jr.             |
| Paul Jurewicz        | – Ashley              |
| David Grant Wright   | – Ted Cameron         |
| Emanuela Postacchini | – Francesca           |
| Chelsea Edmundson    | – Emily Denholm       |
| Jackamoe Buzzell     | – Sheriff Bill Horton |
| Samantha Ashley      | – Vice Chavez         |
| Richard Lippert      | – David Schulman      |
| Kate Herman          | – Kiki Schulman       |

## Produktion
I juni 2020 blev Emma Roberts rollbesatt i en av de två huvudrollerna i filmen, Elaine. Hon blev i juni 2021 ersatt av Shailene Woodley.
Inspelningen av filmen ägde rum i New Mexico under augusti 2021.